# Бертони, Эдгар
Эдгар Бертони (итал. Edgar Bertoni; 24 июля 1981, Белу-Оризонти, Бразилия) — итальянский и бразильский игрок в мини-футбол. Нападающий клуба «Марка Футзал» и сборной Италии по мини-футболу.

## Биография
Эдгар Бертони ещё в молодости покинул Бразилию и начал выступления за итальянские клубы. Вначале он выступал за «Стабию», затем за «Перуджу» и «Лупаренсе». С последним клубом он взял кубок Италии, после чего сменил чемпионат, став игроком испанского «Бумеранг Интервью». В составе испанского гранда Бертони провёл один сезон, за который стал обладателем межконтинентального кубка, кубка Испании, а также дошёл до финала Кубка УЕФА по мини-футболу. Он неплохо проявил себя в Испании, забил 10 мячей в чемпионате, однако по окончании сезона вернулся в Италию, начав выступления за «Наполи». А два сезона спустя Эдгар стал игроком клуба «Марка Футзал», с которым вскоре выиграл чемпионат, кубок и суперкубок Италии.
Приняв итальянское гражданство, Бертони начал выступления за сборную Италии по мини-футболу. В 2003 году он был частью исторического успеха итальянцев, выиграв золото чемпионата Европы. Участвовал он и в других достижениях итальянской сборной: завоевании серебра и бронзы чемпионатов мира (2004 и 2008 год соответственно), а также аналогичных медалей чемпионатов Европы.

## Достижения
- Серебряный призёр чемпионата мира по мини-футболу 2004
- Бронзовый призёр чемпионата мира по мини-футболу 2008
- Чемпион Европы по мини-футболу 2003
- Серебряный призёр чемпионата Европы по мини-футболу 2007
- Бронзовый призёр чемпионата Европы по мини-футболу 2005
- Обладатель Межконтинентального кубка 2007
- Обладатель Кубка Испании по мини-футболу 2007
- Чемпион Италии по мини-футболу 2011
- Обладатель Кубка Италии по мини-футболу (2): 2006, 2010
- Обладатель Суперкубка Италии по мини-футболу 2010